# Moldaublick

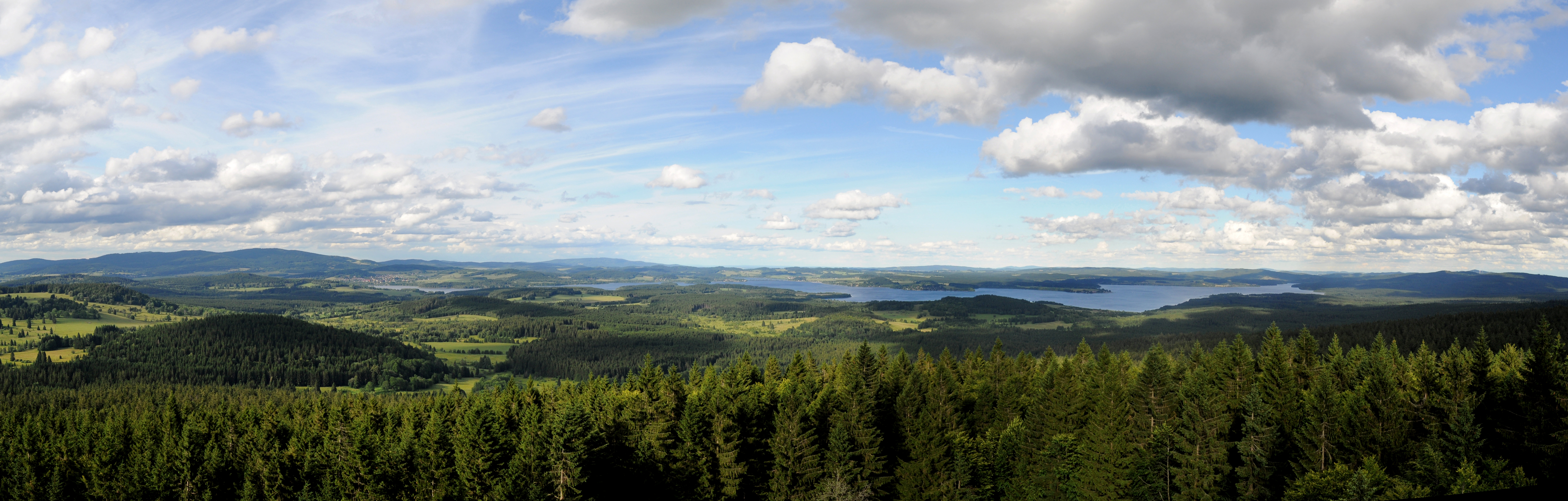
Ausblick nach Norden

Der Moldaublick ist ein Aussichtsturm auf dem Sulzberg (1041 m) im Gebiet der Gemeinde Ulrichsberg mit Blick auf den Stausee Lipno und den Böhmerwald in Tschechien.
Die 1967 aufgestellte Metallkonstruktion, die zuvor als Ölbohrturm in Gänserndorf diente, hat eine Höhe von 24 Metern und kann über 137 Stufen bestiegen werden. Ausgehend vom Parkplatz Böhmerwaldarena führt ein ca. 2 km langer Wanderweg zur Aussichtswarte. Das umliegende Gebiet ist weitläufig durch Wanderwege und Langlaufloipen verbunden, unter anderem auch mit dem Schwarzenberger Schwemmkanal, dem Bärenstein und dem Plöckenstein.